# Spermophora tonkoui
Spermophora tonkoui is een spinnensoort uit de familie trilspinnen (Pholcidae). De soort komt voor in Ivoorkust. 